# Karcewo (rejon diemidowski)
Karcewo (ros. Карцево) – wieś (ros. деревня, trb. dieriewnia) w zachodniej Rosji, w osiedlu wiejskim Zaborjewskoje rejonu diemidowskiego w obwodzie smoleńskim.

## Geografia
Miejscowość położona jest nad Starką i Połowją (dopływy Kaspli), przy drodze regionalnej 66N-0512 (66N-0504 – Diemidow / 66K-28), 3 km od drogi regionalnej 66K-11 (R120 / Olsza – Wieliż – granica z obwodem pskowskim), 13 km od centrum administracyjnego osiedla wiejskiego (Zaborje), 3,5 km od centrum administracyjnego rejonu (Diemidow), 67 km od stolicy obwodu (Smoleńsk), 35 km od granicy z Białorusią.
W granicach miejscowości znajdują się ulice: Mołodiożnaja, Nabierieżnaja, Sadowaja.

## Demografia
W 2010 r. miejscowość zamieszkiwało 88 osób.

## Historia
W czasie II wojny światowej od lipca 1941 roku wieś była okupowana przez hitlerowców. Wyzwolenie nastąpiło we wrześniu 1943 roku.
Na mocy uchwały z dnia 28 maja 2015 roku wszystkie miejscowości (w tym Karcewo) zlikwidowanej jednostki administracyjnej Karcewskoje weszły w skład osiedla wiejskiego Zaborjewskoje.